# لین فردریک
لین فردریک (انگلیسی: Lynne Frederick؛ ‏ ۲۵ ژوئیهٔ ۱۹۵۴ – ۲۷ آوریل ۱۹۹۴) بازیگر اهل انگلستان بود.
از فیلم‌ها یا برنامه‌های تلویزیونی که وی در آن نقش داشته است، می‌توان به یونیفرم‌های قرمز و بازگشت طولانی اشاره کرد.

## فیلم‌شناسی
فهرست برخی از فیلم‌هایی که لین فردریک در آن‌ها به ایفای نقش پرداخته است:

لین فردریک

- مرگ گیاهان (۱۹۷۰)
- نیکلاس و الکساندرا (۱۹۷۱)
- سیرک خون‌آشام (۱۹۷۲)
- هنری هشتم و شش همسرش (۱۹۷۲)
- آقای بلاندن شگفت‌انگیز (۱۹۷۲)
- مرحله چهارم (۱۹۷۴)
- روح کانترویل (۱۹۷۴)
- چهار سرنوشت شوم (۱۹۷۵)
- یونیفرم‌های قرمز (۱۹۷۵)
- بازگشت طولانی (۱۹۷۵)
- اسکیزو (۱۹۷۶)
- سفر نفرین‌شده (۱۹۷۶)
- زندانی زندا (۱۹۷۹)

## درگذشت
در ۲۷ آوریل ۱۹۹۴ و در سن ۳۹ سالگی جسد فردریک توسط مادرش در خانه اش در غرب لس آنجلس پیدا شد. احتمال خودکشی رد شد، و کالبد شکافی نتوانست علت مرگ را مشخص کند. بقایای او در کوره گلدرز گرین در لندن سوزانده شد و خاکستر او در کنار خاکستر پیتر سلرز دفن شد.
در مصاحبه ای در سال ۱۹۹۵ با Hello!، مادرش آیریس ادعا کرد که لین به دلایل طبیعی درگذشت که در اثر تشنج در خواب به وجود آمده است. او همچنین اتهاماتی مبنی بر اینکه دخترش مشکل مواد مخدر یا الکل داشته را رد کرد.